# Infinitas
Pour plus de détails, voir Fiche technique et Distribution.
Infinitas (en russe : Бесконечность, Beskonechnost) est un film dramatique en deux parties russe réalisé par Marlen Khoutsiev et sorti en 1992. 
Le film a été présenté en 1992 au 42e Festival de Berlin où il a remporté le Prix Alfred Bauer et le Prix du jury œcuménique.

## Fiche technique
- Durée : 206 minutes

## Distribution
- Vladislav Pilnikov : Vladimir Prokhorov
- Alexei Zelenov : Vladimir Prokhorov jeune
- Marina Khazova : Varia
- Anna Koudriavtseva
- Nina Pritolovskaia
- Iouri Khlopetski
- Natalia Goncharova